# Lee Seung-woo
Lee Seung-woo (koreanisch 이승우; Hanja: 李昇祐; * 6. Januar 1998 in Suwon) ist ein südkoreanischer Fußballspieler, der aktuell als Leihspieler von der VV St. Truiden beim Portimonense SC unter Vertrag steht. Der Flügelspieler ist seit Mai 2018 südkoreanischer Nationalspieler.

## Karriere

### Verein
Der in Suwon geborene Lee Seung-woo spielte in der Jugend von Incheon United, bevor er im Jahr 2010 beim prestigeträchtigen Jugendturnier Danone Nations Cup von Scouts des FC Barcelona entdeckt wurde. Im Juli 2011 wechselte er in die berühmte Nachwuchsabteilung La Masia des Vereins, wo er zu einem vielversprechenden Talent heranwuchs und bereits als südkoreanischer Messi getauft wurde.
Im März 2013 wurde der FC Barcelona für das illegale Anwerben von minderjährigen, ausländischen Spielern von der FIFA mit Sanktionen bedacht. Dabei wurde unter anderem festgemacht, dass fünf betroffene Nicht-EU-Ausländer in der Jugend der Katalanen, drei Südkoreaner sowie zwei Kameruner, vor ihrem 18. Geburtstag kein Pflichtspiel mehr für die Blaugrana bestreiten dürfen. Dadurch wurde Lees Entwicklungsprozess stark eingeschränkt, der Offensivspieler entschied sich jedoch im Verein zu bleiben. Am 13. März 2016 (29. Spieltag) debütierte er bei der 0:2-Auswärtsniederlage gegen Lleida Esportiu für die B-Mannschaft in der dritthöchsten spanischen Spielklasse, als er in der 77. Spielminute für Moi Delgado eingewechselt wurde. Dieser Einsatz blieb sein Einziger für Barça B und auch für die erste Mannschaft bestritt er kein Ligaspiel.
Nachdem ihm der Durchbruch beim Spitzenverein verwehrt geblieben war, wechselte er am 31. August 2017 zum italienischen Erstligisten Hellas Verona, wo er mit einem Vierjahresvertrag ausgestattet wurde. Sein Debüt gab er am 24. September 2017 (6. Spieltag) bei der 0:3-Heimniederlage gegen Lazio Rom, als er in der 71. Spielminute für Mattia Valoti in die Partie gebracht wurde. In den nächsten Monaten kam er nur sporadisch zum Einsatz und erst zum Ende der Spielzeit 2017/18 wurde er regelmäßig berücksichtigt. Am 5. Mai 2018 (36. Spieltag) traf er bei der 1:4-Auswärtsniederlage gegen die AC Mailand erstmals im Trikot der Gialloblu. Mit dieser Pleite war der Abstieg der Mannschaft in die zweitklassige Serie B besiegelt und Lee beendete die Saison mit 14 Ligaeinsätzen, in denen er einen Torerfolg verbuchen konnte. In der nächsten Spielzeit 2018/19 entwickelte er sich zum Stammspieler und ihm gelangen in 26 Ligaeinsätzen ein Tor und drei Assists. Mit Hellas Verona kehrte er über den Umweg Playoffs in die Serie A zurück.
Am 30. August 2019 schloss er sich dem belgischen Erstligisten VV St. Truiden an, wo er mit einem Dreijahresvertrag ausgestattet wurde. In den ersten 12 Ligaspielen der Saison 2019/20 war er kein einziges Mal im Spieltagskader gelistet, da unter anderem Probleme mit seiner Arbeitserlaubnis auftraten. Vier Monate nach seiner Ankunft, am 26. Dezember 2019 (21. Spieltag) gab er bei der 0:1-Auswärtsniederlage gegen Waasland-Beveren sein Debüt in der höchsten belgischen Spielklasse, als er in der 69. Spielminute Allan Sousa ersetzte. In dieser Spielzeit bestritt er nur vier Ligaspiele. Der Sprung in die Startelf gelang ihm in der nächsten Saison 2020/21. Am 13. September 2020 (5. Spieltag) erzielte er bei der 2:3-Heimniederlage gegen Royal Antwerpen ein Doppelpack. Dennoch war sein Status als Stammkraft nur von kurzer Dauer und zum Jahresende verschwand er vollständig aus den Spieltagskadern der Mannschaft.
Am 1. Februar 2021 wechselte er im Rahmen einer Leihe mit Kaufoption zum portugiesischen Erstligisten Portimonense SC. Dort kam er jedoch erst im April 2021 zu ersten Einsatzminuten. Lee verließ den Verein nach sechs Monaten zum Ende der Laufzeit des Leihvertrags.
Im Dezember 2021 kehrte Lee in seine Heimatstadt Suwon zurück und schloss sich der K-League-1-Mannschaft Suwon FC mit einem mehrjährigen Vertrag an.

### Nationalmannschaft
Mit der südkoreanischen U17-Nationalmannschaft nahm Lee Seung-woo an der U17-Weltmeisterschaft 2015 in Chile teil, wo er drei Spielen absolvierte. Zwei Jahre später war er mit der U20 bei der U20-Weltmeisterschaft 2017 im eigenen Land im Einsatz, wo er in vier Einsätzen zwei Torerfolge verbuchen konnte. Bei den Asienspielen 2018 in Indonesien gelangen ihm in fünf Einsätzen vier Treffer. Davon machte er zwei wichtige Tore beim 3:1-Halbfinalsieg gegen den Vietnam und eines beim 2:1-Endspielsieg gegen Japan.
Obwohl er zuvor niemals für die A-Nationalmannschaft auf dem Rasen gestanden war, wurde er am 14. Mai 2018 in den vorläufigen 28-Mann-Kader für die WM in Russland einberufen. Vierzehn Tage später debütierte er beim 2:0-Testspielsieg gegen Honduras für die Auswahl. Am 2. Juni war er auch im finalen Kader gelistet. Bei der Endrunde stand er zwei Spielen auf dem Platz. Im Januar 2019 war er ebenso in zwei Partien der Asienmeisterschaft 2019 im Einsatz.

## Erfolge
Hellas Verona
- Aufstieg in die Serie A: 2018/19

Südkorea U23
- Goldmedaille bei den Asienspielen: 2018

Individuelle Auszeichnungen
- Asian Young Footballer of the Year: 2017